# عازف الليل
عازف الليل مسلسل لبناني قصير باللغة العربية الفصحى إنتاج سنة1978 مكون من 13 حلقة من تأليف وجيه رضوانو إخراج أنطوان ريمي من بطولة عبد المجيد مجذوب وهند أبي اللمع والموسيقى التصويرية الرائعة من تأليف إلياس الرحباني.

## طاقم التمثيل
- عبد المجيد مجذوب (طارق اشرف + كمال)
- هند أبي اللمع (سمر)
- وداد جبور (نهاد)
- جوزيف نانو (سامي)
- ايلي ضاهر (البستاني)
- إلفيرا يونس (مها بنت البستاني)
- ماجد أفيوني (المحامي)
- صبحي عيط (مفتش المباحث فؤاد)
- عبدالكريم عمر (الطبيب)
- إلياس رزق (يوسف)
- آمال العريس (رئيسة الممرضات)
- عماد بحر (طفل)
- لمياء فغالي
- يوسف فخري
- على دياب
- أحمد الزين

## روابط
- عازف الليل

1. ↑  عازف الليل في قاعدة بيانات الأفلام العربية